# Derrick Davenport
Derrick Benjamin Davenport (Indianapolis, 6 marzo 1978) è un ex cestista statunitense, professionista nella NBDL e in Europa.

## Carriera
Dopo essere uscito dall'università, nel 2001 si accorda con Montecatini ma in estate la squadra non viene ammessa al campionato di Serie A1. Rimane in Italia per un periodo di prova con Pavia, ma viene poi firmato dal Celana Bergamo con cui mette a referto 11,6 punti e 6,2 rimbalzi a partita: la squadra a fine stagione arriverà ultima e retrocederà.
Davenport gioca l'annata 2002-03 al Fenerbahçe dove invece realizza oltre 19 punti di media. Dopo un provino con la Dinamo Mosca, inizia la stagione con i francesi del Dijon, formazione impegnata anche in Europe Cup.
Nell'autunno 2004 ha una breve parentesi in NBDL con gli Asheville Altitude, ma la sua annata termina al Türk Telekom Ankara giocando sia in campionato che in ULEB Cup in campo europeo.
È invece il 2008 quando accetta l'offerta dell'Al-Jaish, squadra della capitale siriana, mentre un anno dopo è nuovamente di scena in Turchia ma stavolta in seconda serie, con il Vestelspor Manisa.